# 硼族元素的氫化物

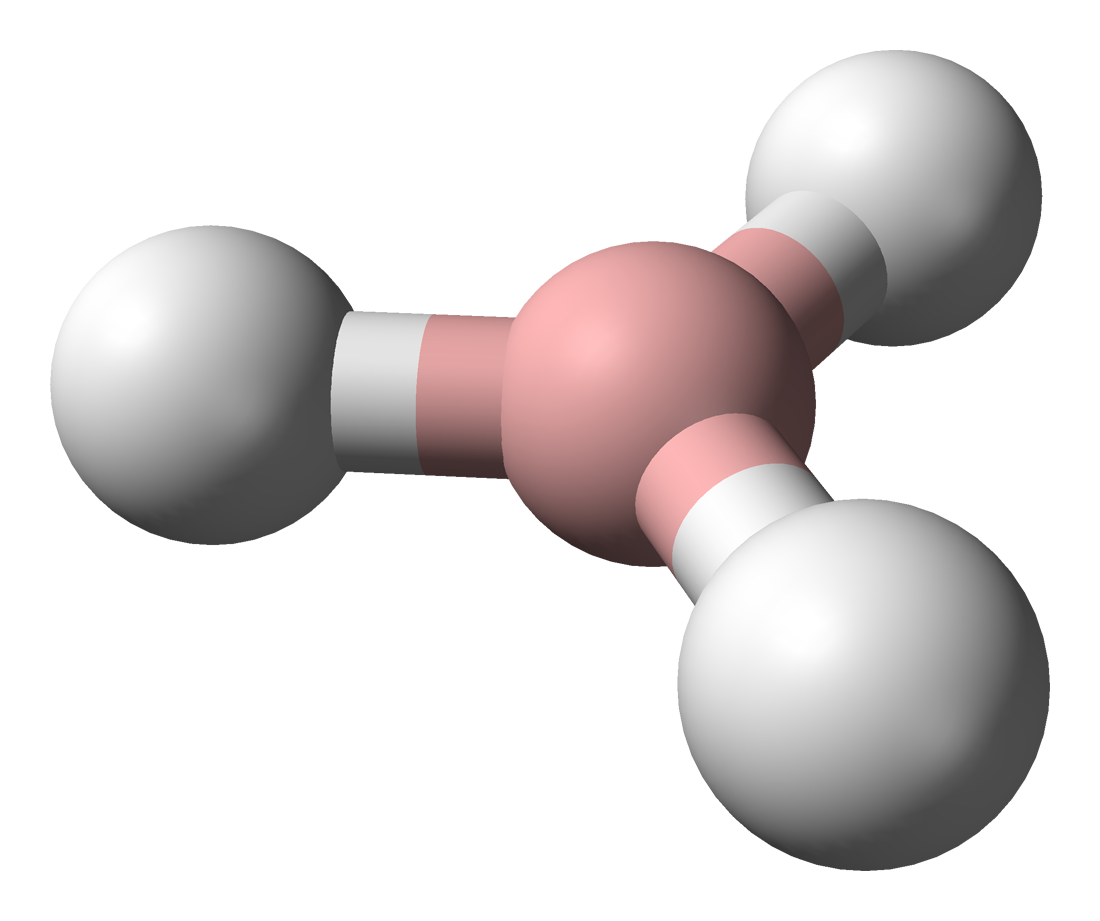
甲硼烷，典型的硼族元素氢化物。

硼族元素氢化物是硼族元素（硼、铝、镓、铟、铊或鉨)与氢形成的化合物。

## 三氢化物
硼族元素可以形成三氢化物：
| 化合物          | 化学式 | 分子模型 |
| --------------- | ------ | -------- |
| 甲硼烷 (borane) | BH3    |          |
| 氢化铝          | AlH3   |          |
| 氢化镓          | GaH3   |          |
| 氢化铟          | InH3   |          |
| 氢化铊          | TlH3   |          |

其中，甲硼烷尚属未知。最简单的硼烷是乙硼烷（B2H6）。
硼有非常多的氢化物(硼烷)但更重的硼族元素可形成的氢化物较少。硼族元素氢化物的结构是平面三角形。
这些氢化物有对应的氢配合物阴离子，如BH4−、AlH4−等，它们是强还原剂。

## 六氢化物
硼族元素六氢化物：
| 化合物 | 化学式 | 分子模型 |
| ------ | ------ | -------- |
| 乙硼烷 | B2H6   |          |
| 乙铝烷 | Al2H6  |          |
| 乙镓烷 | Ga2H6  |          |